# Leptopentacta mackenzieae
Leptopentacta mackenzieae is een zeekomkommer uit de familie Cucumariidae.
De wetenschappelijke naam van de soort werd in 2009 gepubliceerd door Mark O'Loughlin.